# Jamaat-e-Islami (Bangladés)
El partido Jamaat-e-Islami (en bengalí: বাংলাদেশ জামায়াতে ইসলামী, en inglés: Bangladesh Jamaat-e-Islami, en español: Asamblea Islámica de Bangladés), habitualmente abreviado Jamaat, es el principal partido de islamista de Bangladés. Actualmente es parte de la alianza opositora, que intentó boicotear las elecciones del 5 de enero de 2014.
El Jamaat se opuso a la independencia de Bangladés, por su ideología islámica. Colaboraron con el Ejército pakistaní en sus operaciones contra los nacionalistas bengalíes y las minorías hindúes. Muchos de sus líderes y activistas participaron de las fuerzas paramilitares que se vieron implicadas en crímenes de guerra, como el asesinato masivo, especialmente de hindúes.
Tras la independencia de 1971, el nuevo gobierno prohibió el partido Jamaat y sus líderes fueron exiliados a Pakistán. Con el asesinato del primer Presidente y el golpe militar que llevó al general Ziaur Rahman al poder en 1975, se quitó la prohibición y la colectividad volvió a fundarse, regresaron sus líderes y volvieron a la agenda política por la creación de un "Estado Islámico".
En la década de 1980, el partido pasó a formar parte de una alianza multipartidista para la recuperación de la democracia junto al Partido Nacionalista de Bangladés, uniendo fuerzas en la década siguiente del brazo de la líder del BNP, Jaleda Zia.
Su popularidad ha disminuido hacia el 2008, obteniendo solo cinco escaños en el Parlamento. En 2010, el gobierno encabezado por la Liga Awami comenzó la persecución de sus líderes por crímenes de guerra, cometidos en 1971. Esto provocó mayor enemistad entre ambos partidos y la polarización de la política, llegando al punto de boicotear los comicios de 2014 junto a 18 colectividades de oposición, encabezados por Jaleda Zia que acusaron al régimen de la Liga Awami como ilegal.
El 29 de octubre de 2018 el registro de Jamaat como partido político fue declarado ilegal por la comisión electoral después de que una decisión de un alto tribunal declarase el registro de Jamaat ilegal.